# Mantelbabian
Mantelbabian (Papio hamadryas) är en art i släktet babianer som tillhör familjen markattartade apor.
Artepitet i det vetenskapliga namnet syftar på hamadryaderna (en sorts trädnympfer) i den grekiska mytologin. Carl von Linné hämtade flera artnamn från mytologier utan att de behövde ha någon koppling till djuret.

## Utbredning
Mantelbabianen är den mest nordligt förekommande babianen med ett utbredningsområde som sträcker sig längs västkusten av Röda havet från Eritrea till Etiopien och Somalia. Även på Arabiska halvön förekommer de. Det är tills vidare okänt om de infördes till halvön av människor. Arten levde under historisk tid i Egypten men den dog ut där, troligen under 1500-talet.

## Utseende

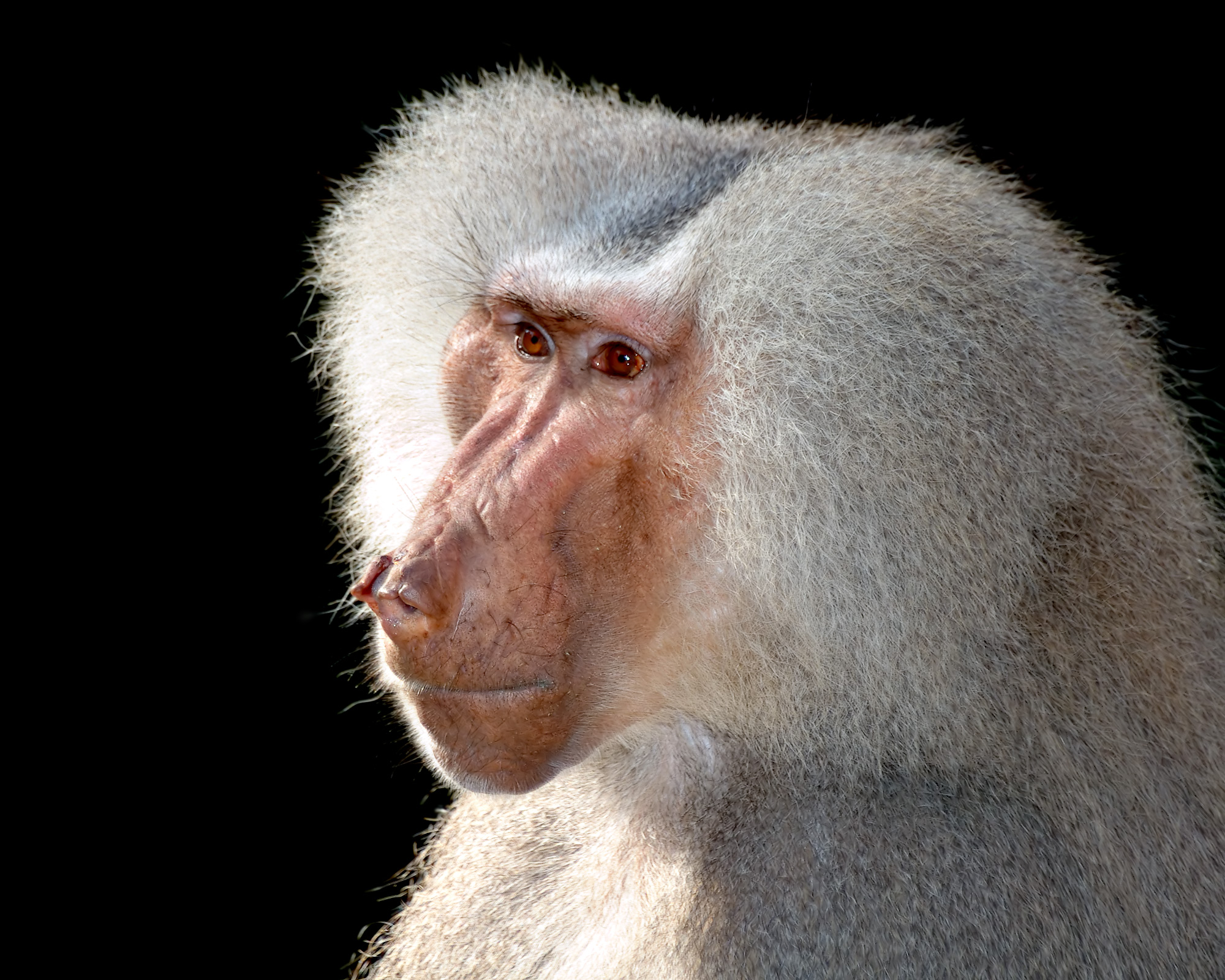
Närbild av hannens huvud

Hanarna är gråbruna och upp till dubbelt så stora som de olivgrön till brunaktiga honorna. Hanar har dessutom en lång silverfärgad man på huvudet och på skuldran. Ansiktet är hos bägge könen rosafärgat (hos honor ofta något mörkare). Vid stjärten finns hos båda kön förtjockad hud som har en rosa färg. Arten når en kroppslängd (huvud och bål) mellan 61 och 76 centimeter samt en svanslängd mellan 38 och 61 centimeter. Vikten ligger vid 21 kilogram för hannar och vid 9 kilogram för honor.

## Levnadssätt
Mantelbabianer lever i grupper i halvöken, på savann och i klippiga områden. Individerna vistas vanligen i regioner som ligger lägre än 1500 meter över havet. Ibland besöker de 3300 meter höga högplatåer. De behöver klippor för att gömma sig under natten. En hanne lever vanligtvis tillsammans med sju till femton honor och deras ungar. Vanligen har flocken inte fler än 23 medlemmar. De är aktiva på dagen och vistas främst på marken.
De är allätare och livnär sig på gräs, rötter, unga växtskott, insekter och ryggradsdjur.
Hannen håller uppsikt på sina honor och passar på att ingen hona lämnar gruppen. Ungdjur lämnar sin ursprungliga grupp oftast innan de blir könsmogna. Ibland förekommer strider mellan hannar om flockar av honor men hannar har även andra möjligheter för att etablera en grupp med honor. De kan exempelvis följa en flock och få honors uppmärksamhet och på det sättet locka dem till sig. Eller samla unga honor som lämnat en flock. Hannen uppvaktar nya honor och vårdar deras päls. Flera mindre flockar bildar ibland en större grupp som upplöses efter en tid. Den stora gruppen kan ha upp till 750 medlemmar. Konflikter inom gruppen, till exempel om sovplatser, vattenställen och föda åtgärdas med hjälp av korta strider mellan hannarna.
Liksom andra babianer har de olika kommunikationsmöjligheter som ansiktsuttryck, kroppsställning och olika läten. Dessutom förbättras relationer genom ömsesidig pälsvård.
Hos mantelbabianer finns inga särskilda parningstider. Efter dräktigheten som varar i genomsnitt 172 dagar föder honan vanligen ett enda ungdjur. Ungen väger vid födelsen mellan 600 och 900 gram och har en svart pälsfärg. Efter 6 till 15 månader slutar honan att ge di. Ungarna är efter 5 till 7 år könsmogna.
Den äldsta kända individen i fångenskap blev 37 år gammal.

## Hotbild
Mantelbabianens naturliga fiender är leopard och på Arabiska halvön klippörn (Aquila verreauxii) men det finns bara få av dessa kvar. Ett större hot är utbredningen av åker och betesmarker. Ibland dödas hanar för pälsens skull. Mantelbabian fanns tidigare även i Egypten men där finns arten inte kvar. På Arabiska halvön är de kulturföljare och letar bland annat i soptunnor efter föda. IUCN listar arten som livskraftig (least concern).